# Collegium Musicum (Leiden)
Het Leids Studenten Koor en Orkest Collegium Musicum (Collegium Musicum, afgekort als CM) bestaat sinds 1936. De eerste dirigent (1936-1946) was Hans Brandts Buys. Met meer dan 150 leden is het de grootste muziekvereniging in de Nederlandse stad Leiden.
De vereniging bestaat uit een grootkoor, een kamerkoor en een symfonieorkest. Het grootkoor en kamerkoor staan sinds 1993 onder leiding van Gilles Michels. In januari 2004 volgde Quentin Clare Jeppe Moulijn op als dirigent van het orkest. CM geeft minstens twee keer per jaar een concert. Daarnaast worden concertreizen naar het buitenland gemaakt.
CM is naast een koor en orkest ook een studentenvereniging. Er zijn verschillende commissies waaraan de leden kunnen deelnemen, en waarbij zij hun organisatorische en sociale vaardigheden kunnen ontwikkelen. Zo organiseren zij een gala voor de leden en een voetbaldag in samenwerking met Krashna Musika, studentenmuziekvereniging in Delft. De repetities vinden plaats in het Lipsiusgebouw van de Universiteit Leiden.
In 2006 vierde CM zijn 70e dies. Er is toen een uitgebreid lustrumprogramma georganiseerd in combinatie met een lustrumtournee door Italië. CM laat niet alleen in Nederland van zich horen, ook in het buitenland is de vereniging bekend. Om het jaar wordt er een tournee georganiseerd, die CM in Duitsland, Engeland, Oostenrijk, Denemarken, Zweden, Polen en Italië heeft gebracht.